# Celtic Kings: Rage of War
Celtic Kings: Rage of War és un joc d'ordinador d'estratègia en temps real que és necessari la utilització del CD o DVD. És semblant a altres jocs d'estratègia com Age of Empires o Starcraft i està ambientat a l'edat antiga, durant l'expansió romana.
A la campanya principal del videojoc, el jugador es posa a la pell d'un jove gal al que li han assassinat la dona i els fills, i cercarà venjança mitjançant l'ajut d'una deessa que li atorgarà poder diví. El jugador haurà de controlar el personatge i dur-lo a la victòria sigui com sigui a través d'extensos mapes i campanyes.
A part de l'Aventura que el joc proposa, també es poden fer partides individuals, crear-ne de pròpies i fins i tot la pròpia Aventura.
També està disponible el joc en línia que s'hi poden efectuar partides contra altres jugadors de l'Imperivm de qualsevol lloc del món.

## Edificis
Hi ha diversos edificis amb un aspecte diferent segons la civilització escollida:
- Fortalesa: és la base principal de la civilització, és allà on estan les estructures per crear un exèrcit, millorar-lo i tenir actualitzacions úniques de cada cultura.
- Fòrum: és l'estructura central d'una fortalesa. És allà on es reuneixen les unitats acabades de reclutar, el lloc on s'emmagatzemen els queviures i l'or, també es pot fer que es carreguin (ases) per transportar or o queviures a altres llocs. Qui tingui el control del fòrum té el control de la fortalesa.
- Quartel: és el centre de reclutament de noves unitats de combat per incorporar-les a l'exèrcit.
- Colosseu: és l'edifici on es contracten herois per posar-los al comandament dels exèrcits i es preparen els guerrers per a millorar llur nivell.
- Taberna: aquí es pot intercanviar informació, com per exemples mapes del lloc. També s'hi organitzen festes.
- Ferreria: es fabriquen armes i armadures per als guerrers.
- Temple: habitats pels sacerdots i els druïdes, que poden guarir ferides, llançar encanteris i controlar les forces animals.
- Port: en aquest edifici es poden crear vaixells de càrrega que transportin or o menjar i navilis militars.
- Altar de sacrifici: sacrificant-hi druïdes o sacerdots es poden invocar diversos encanteris.
- Fort avançat: són edificis on es troben 500 peces d'or per a qui el captura (el primer cop). Hi ha de pedra i de fusta, els de pedra poden crear més peces d'or si s'insereixen 2.000 d'or en el fort, en el de fusta es pot intercanviar menjar per or. Es poden crear ases, com en altres edificis.